# Víctor Zegarra
Alejandro Víctor «Pitín» Zegarra Salé (Chincha Alta, 18 de marzo de 1940) es un exfutbolista peruano. Mediocampista de Alianza Lima, jugó en dicho club entre los años 1958-1974 y 1977-1978. Participó en 369 partidos y anotó 128 goles, convirtiéndose en uno de los grandes símbolos del club íntimo. También actuó unas temporadas en Unión Tumán y en el FBC Melgar (28 partidos y 6 goles), así como en el Deportivo Bata de Bolivia. 
A lo largo de su carrera profesional obtuvo 5 títulos (1962,1963,1965,1977,1978). Se cuenta entre los jugadores con más partidos oficiales y más goles en la historia de este club. También integró la selección peruana juvenil y de mayores durante varias temporadas de la década de 1960, llegando a capitanear el equipo durante las eliminatorias para el Mundial de 1966. A finales de los 60s, compartió el campo de juego con Julio Baylón, Pedro Pablo León, Teófilo Cubillas y "Babalú" Martínez, integrando el famoso "Rodillo negro". Fue él quien anotó el gol con que Alianza Lima derrotó a Boca Juniors en la Bombonera durante la Copa Libertadores de 1966. Fue retirado de la selección peruana que jugó las eliminatorias y asistió a México 70, y aunque en  las temporadas de 1972 y 1973 del campeonato local fue junto con Sotil el mejor jugador de ambos torneos, no volvió a ser seleccionado nacional. En los años 1980, tras retirarse de las canchas, fue entrenador del primer equipo aliancista. Jugó 19 temporadas en Alianza Lima, cifra récord. A pesar de eso, no se le hizo ningún homenaje a su retiro. En el año del centenario, fue asistente técnico de Paulo Autuori durante el Torneo Apertura.

## Carrera

### Inicios
Surgido de la cantera aliancista, en marzo de 1958 fue convocado a la selección juvenil, sin haber debutado en el equipo principal. Esto con motivo del Sudamericano de 1958 de la categoría. El entrenador György Orth había elegido llamar a jugadores que no fueran profesionales todavía para ver quiénes rendían, ya que él también era DT de la selección mayor en ese momento. Fue una gratísima aparición. Anotó 3 goles en ese sudamericano, que se escapó en la última fecha tras un empate a 1 contra Venezuela. Ese mismo año debutó en Alianza Lima cuando tenía apenas 18 años, mientras el técnico era el uruguayo Roberto Scarone. Lo pusieron de titular el 29 de junio de 1958, en lo que fue nada más y nada menos que en el clásico 101 de la historia, válido por la tercera fecha de la primera fase del campeonato de aquel año. Alineó en el ataque junto con Félix Castillo, Juan Baza, Juan Joya y Willy Barbadillo, varios de estos grandes figuras del club y del campeonato. Ese día Alianza Lima cayó derrotado por 3 - 1. Además de ese partido, jugaría apenas otro en ese año. Para el año siguiente, Pitín no solo tendría mayor espacio en el primer equipo, sino que anotaría su primer gol el mismo partido en el que anotó el segundo, ante el fuerte Flamengo de Brasil. Este partido se dio en la temporada internacional de 1959, disputada en el Stadium Nacional. A pesar del resultado, su performance fue tan brillante que le granjeó la ovación del total de espectadores que se apersonaron al estadio aquel día. No obstante, su primer gol oficial lo anota en el campeonato de 1959, el 25 de julio de ese año, cuando el equipo goleó 8-3 a Ciclista Lima. El futbolista chinchano marcó el cuarto gol del equipo a los 26 minutos. Terminó aquel año con apenas dos goles y escasas participaciones, cosa que empeoraría el año siguiente, cuando anotó apenas un gol en el campeonato de 1960.

### Despegue y consolidación
No fue sino hasta 1961 que comenzó a tener continuidad. Y no durante la temporada internacional de aquel año, cuando era DT el Tábano Gómez Sánchez, sino para el campeonato profesional, cuando la dirección técnica le fue confiada a Jaime de Almeyda. Comenzó a tener, también, mayor protagonismo de cara al gol, ya que culminó aquel año con 8 goles. En el ámbito local, los años sucesivos bajo el mando del DT fueron particularmente buenos, tanto para él como para el equipo; ya que en el lapso consecutivo de 6 temporadas (1961-1966) que tuvo de Almeyda a su cargo, el club consiguió 3 campeonatos (1962, 1963 y 1965), 2 subcampeonatos (1961 y 1964) y 1 vez el tercer lugar (1966). Regaló varios años de fútbol vistoso formando parte del denominado tercer rodillo negro. Esta delantera, integrada enteramente por leyendas de Alianza Lima, también contaba con recambio, aunque no precisamente "negro": un joven César Cueto asomaba como nueva joya de la cantera. No obstante, "Pítin" fue titular durante todos los años que duró esta generación. La totalidad de este grupo de jugadores no llegó a destacar también en la selección nacional por diversos motivos, a pesar de haber sido convocados ya todos en varias ocasiones. Para 1965 "Pitín" ya formaba parte de la selección mayor, llegando a ser capitán; pero tras un escándalo periodístico fue injustamente separado de aquel equipo que estaba disputando las eliminatorias para Inglaterra 66. No fue convocado sino hasta 1969, cuando el equipo se encontraba en el proceso eliminatorio para México 70. 
La deuda aliancista estaba, sin embargo, en el ámbito internacional. No obstante, esta deuda no recaía del todo en él, ya que él fue quien tuvo mejor rendimiento en la Copa Libertadores de América en los primeros años de jugada. Para comenzar, fue él quien anotó el primer gol del club en dicha competición. De hecho, fue también artífice del primer triunfo, ya que fue en el mismo partido. Tras empatar a cero el primer partido de su historia, Alianza Lima derrotó a Millonarios FC por 0-1 en su propia cancha con un gol suyo. Notable fue su actuación en el último partido del club en aquella fase de grupos, en la que quedó eliminado en segundo lugar de la tabla. El año siguiente volvió a participar de la entonces Copa de Campeones de América, con actuaciones sobresalientes junto con "Perico" León. El club quedó en tercer lugar del grupo que terminó ganando Independiente de Avellaneda, posterior campeón de la Copa. Curiosamente, el único partido del torneo que no ganó el club de Avellaneda fue contra Alianza Lima, que disputó el partido en la cancha del eterno rival del rojo debido a la tragedia de Lima. Para la última temporada de aquel período consecutivo, fue particularmente notable y legendario el gol que le anotó a Boca Juniors en su estadio, para la victoria de Alianza Lima por 1-0 en lo que fue la primera victoria del equipo de La Victoria frente a uno argentino en su casa. A Alianza Lima le fue muy mal en esta edición del torneo, por lo que esta victoria resonó muchísimo tanto en Perú como en Argentina. Además de este gol, también anotó por partida doble en la derrota ante el otro gigante argentino en la derrota frente a River Plate por 3-2.

### Ida, vuelta y retiro
Para 1972, tras lograr el subcampeonato del año anterior, ya estaba consolidado como titular indiscutible y capitán del equipo blanquiazul. Fue el destaque aliancista junto con Teófilo Cubillas en su regreso a la Libertadores de América. Jugó en un grupo en el que terminó eliminado en el último partido con una sorpresiva derrota de local por 3-4 frente a la Universidad de Chile, partido en el que anotó. Con 32 años encima, fue figura del enrevesado torneo local en 1972 y 1973, pero no fue convocado a la selección ni en ese momento ni en los años sucesivos. Con un equipo que empezaba a desarmar con las salidas de César Cueto, Teófilo Cubillas, "Perico" León, Julio Baylón, "Babalú Martínez", entre otras figuras, Pitín se quedó junto con los nuevos talentos emergentes de las canteras, entre las que destacaba José Velásquez. No obstante, en 1975, siendo ya una estrella consagrada en el club, no llegó a un acuerdo con la dirigencia de ese entonces, por lo que se marchó del club. Fue figura también en el Unión Tumán, pero las extrañas bases del torneo local de esos años llevaron al club al descenso al ser el "peor" de los dos representantes del departamento de Lambayeque. Tras su paso por el club lambayecano, recaló en las filas del FBC Melgar de Arequipa. Como era de esperarse, su paso por el club fue brillante. En la misma temporada en la que debutó como DT en tándem interino con otro futbolista del club (Luis Ponce Arroé), jugó 28 partidos y anotó 6 goles. Luego de su paso por el club arequipeño, volvió a Alianza Lima. Fue parte de la buena campaña y consiguió el bicampeonato, aunque fue relegado al banquillo para la mejor temporada del club en la Copa Libertadores de América.  Al año siguiente, se marchó del club para retirarse en Bolivia, más precisamente en el Deportivo Bata.

### Desde el banquillo
Como entrenador, Víctor Zegarra se hizo cargo del equipo en el arranque del torneo del equipo durante tres temporadas consecutivas, algo que ningún otro entrenador peruano ha conseguido en Alianza Lima. Tras dirigir en los años 80 y a inicios de los 90, se hizo cargo del equipo de forma interina en el año 2000.

### Director Técnico
- FBC Melgar (1976)[nota 1]
- Alianza Lima (1980-1983)
- La Palma (1984)
- Deportivo Junín (1985)
- Juventud La Joya (1986-1987)
- Deportivo Pucallpa (1987)
- Cienciano (1988)
- Deportivo Pacífico (1990)
- Alianza Lima (2000)

## Estadísticas con Alianza Lima
| Temporada | Campeonato Descentralizado | Campeonato Descentralizado | Copa Libertadores | Copa Libertadores | Total | Total |
| Temporada | Part.                      | Goles                      | Part.             | Goles             | Part. | Goles |
| --------- | -------------------------- | -------------------------- | ----------------- | ----------------- | ----- | ----- |
| 1958      | 1                          | 0                          | -                 | -                 | 1     | 0     |
| 1959      | 4                          | 1                          | -                 | -                 | 4     | 1     |
| 1960      | 8                          | 1                          | -                 | -                 | 8     | 1     |
| 1961      | 19                         | 8                          | -                 | -                 | 19    | 8     |
| 1962      | 18                         | 10                         | -                 | -                 | 18    | 10    |
| 1963      | 14                         | 11                         | 4                 | 1                 | 18    | 12    |
| 1964      | 20                         | 14                         | 4                 | 3                 | 24    | 17    |
| 1965      | 22                         | 8                          | -                 | -                 | 22    | 8     |
| 1966      | 25                         | 5                          | 9                 | 3                 | 34    | 8     |
| 1967      | 26                         | 12                         | -                 | -                 | 26    | 12    |
| 1968      | 24                         | 9                          | -                 | -                 | 24    | 9     |
| 1969      | 16                         | 11                         | -                 | -                 | 16    | 11    |
| 1970      | 25                         | 1                          | -                 | -                 | 25    | 1     |
| 1971      | 28                         | 12                         | -                 | -                 | 28    | 12    |
| 1972      | 27                         | 11                         | 6                 | 1                 | 33    | 11    |
| 1973      | 21                         | 0                          | -                 | -                 | 21    | 0     |
| 1974      | 36                         | 7                          | -                 | -                 | 36    | 7     |
| 1977      | 25                         | 3                          | -                 | -                 | 25    | 3     |
| 1978      | 2                          | 0                          | 0                 | 0                 | 2     | 0     |
| Total     | 360                        | 123                        | 23                | 8                 | 383   | 131   |

## Palmarés

### Campeonatos nacionales
| Título                 | Club         | País | Año  |
| ---------------------- | ------------ | ---- | ---- |
| Liga Peruana de Fútbol | Alianza Lima | Perú | 1962 |
| Liga Peruana de Fútbol | Alianza Lima | Perú | 1963 |
| Liga Peruana de Fútbol | Alianza Lima | Perú | 1965 |
| Liga Peruana de Fútbol | Alianza Lima | Perú | 1977 |
| Liga Peruana de Fútbol | Alianza Lima | Perú | 1978 |

### Torneos Zonales
| Título                        | Título                        | Equipo       | País | Año  |
| ----------------------------- | ----------------------------- | ------------ | ---- | ---- |
| Torneo Interzonal - Grupo "A" | Torneo Interzonal - Grupo "A" | Alianza Lima | Perú | 1977 |